# Puccinia hysterium
Puccinia hysterium är en svampart som beskrevs av Röhl. 1813. Puccinia hysterium ingår i släktet Puccinia och familjen Pucciniaceae.   Inga underarter finns listade i Catalogue of Life.